# Rappresentante permanente d'Italia presso l'Unione europea
Il rappresentante permanente d'Italia presso l'Unione europea è il capo della missione diplomatica della Repubblica Italiana presso l'Unione europea. Di norma a ricevere l’incarico è un diplomatico italiano con il grado di ambasciatore.

## Elenco
| Nomina                     | Capo missione                        | Nominato dal governo       |
| Comunità Economica Europea | Comunità Economica Europea           | Comunità Economica Europea |
| -------------------------- | ------------------------------------ | -------------------------- |
| 20 febbraio 1958           | Attilio Cattani                      | Governo Zoli               |
| 5 maggio 1961              | Antonio Venturini                    | Governo Fanfani III        |
| 16 aprile 1967             | Giorgio Bombassei Frascani de Vettor | Governo Moro III           |
| 28 aprile 1976             | Eugenio Plaja                        | Governo Moro V             |
| 16 settembre 1980          | Renato Ruggiero                      | Governo Cossiga II         |
| 13 febbraio 1984           | Pietro Calamia                       | Governo Craxi I            |
| 15 gennaio 1990            | Federico Di Roberto                  | Governo Andreotti VI       |
| 7 maggio 1993              | Enzo Perlot                          | Governo Ciampi             |
| Unione Europea             |                                      |                            |
| 3 novembre 1995            | Luigi Guidobono Cavalchini Garofoli  | Governo Dini               |
| 7 febbraio 2000            | Silvio Fagiolo                       | Governo D'Alema II         |
| 2 marzo 2001               | Roberto Nigido                       | Governo Amato II           |
| 25 settembre 2001          | Umberto Vattani                      | Governo Berlusconi II      |
| 1º marzo 2004              | Rocco Antonio Cangelosi              | Governo Berlusconi II      |
| 23 giugno 2008             | Ferdinando Nelli Feroci              | Governo Berlusconi IV      |
| 2 luglio 2013              | Stefano Sannino                      | Governo Letta              |
| 21 marzo 2016              | Carlo Calenda                        | Governo Renzi              |
| 1º giugno 2016             | Maurizio Massari                     | Governo Renzi              |
| 11 marzo 2021              | Pietro Benassi                       | Governo Draghi             |
| 10 marzo 2023              | Vincenzo Celeste                     | Governo Meloni             |